# Boughton (Norfolk)
Boughton is een civil parish in het bestuurlijke gebied King's Lynn en West Norfolk, in het Engelse graafschap Norfolk met 227 inwoners.